# Protium
Protium Burm.f. è un genere di piante della famiglia delle Burseraceae.

## Tassonomia
Il genere comprende le seguenti specie:
- Protium acrense Daly
- Protium aguilarii D.Santam.
- Protium aidanianum Daly
- Protium altissimum (Aubl.) Marchand
- Protium altsonii Sandwith
- Protium alvarezianum Daly & P.Fine
- Protium amazonicum (Cuatrec.) Daly
- Protium amplum Cuatrec.
- Protium apiculatum Swart
- Protium aracouchini (Aubl.) Marchand
- Protium araguense Cuatrec.
- Protium atlanticum (Daly) Byng & Christenh.
- Protium attenuatum (Rose) Urb.
- Protium bahianum Daly
- Protium balsamiferum (Sw.) Daly & P.Fine
- Protium bangii Swart
- Protium baracoense Bisse
- Protium beandou Marchand ex Engl.
- Protium boomii Daly
- Protium brasiliense Engl.
- Protium brenesii (Standl.) D.Santam.
- Protium breviacuminatum (Swart) Byng & Christenh.
- Protium buenaventurense Cuatrec.
- Protium calanense Cuatrec.
- Protium calendulinum Daly
- Protium carana (Humb.) Marchand
- Protium carnosum A.C.Sm.
- Protium carolense Daly
- Protium catuaba (Soares da Cunha) Daly & P.Fine
- Protium cerradicola Daly
- Protium chagrense (Pittier) Daly & P.Fine
- Protium colombianum Cuatrec.
- Protium confusum (Rose) Pittier
- Protium connarifolium (G.Perkins) Merr.
- Protium copal (Schltdl. & Cham.) Engl.
- Protium cordatum Huber
- Protium coriaceum Engl.
- Protium cornutum Daly
- Protium costaricense (Rose) Engl.
- Protium cranipyrenum Cuatrec.
- Protium crassipetalum Cuatrec.
- Protium crenatum Sandwith
- Protium cubense (Rose) Urb.
- Protium cundinamarcense Cuatrec.
- Protium cuneatum Swart
- Protium cuneifolium (Cuatrec.) Byng & Christenh.
- Protium dawsonii Cuatrec.
- Protium decandrum (Aubl.) Marchand
- Protium decorum Daly
- Protium demerarense Swart
- Protium divaricatum Engl.
- Protium ecuadorense Benoist
- Protium elegans Engl.
- Protium ferrugineum (Engl.) Engl.
- Protium fragrans (Rose) Urb.
- Protium gallicum Daly
- Protium gallosum Daly
- Protium giganteum Engl.
- Protium glabrescens Swart
- Protium glabrum (Rose) Engl.
- Protium glaucescens Urb.
- Protium glaucum J.F.Macbr.
- Protium glaziovii Swart
- Protium glomerulosum Cuatrec.
- Protium goudotianum (Tul.) Byng & Christenh.
- Protium grandifolium Engl.
- Protium guacayanum Cuatrec.
- Protium guianense (Aubl.) Marchand
- Protium hammelii D.Santam.
- Protium hebetatum Daly
- Protium heptaphyllum (Aubl.) Marchand
- Protium herbertii Daly & P.Fine
- Protium icicariba (DC.) Marchand
- Protium inodorum Daly
- Protium javanicum Burm.f.
- Protium kleinii Cuatrec.
- Protium klugii J.F.Macbr.
- Protium krukoffii Swart
- Protium laxiflorum Engl.
- Protium leptostachyum Cuatrec.
- Protium llanorum Cuatrec.
- Protium macgregorii (F.M.Bailey) Leenh.
- Protium macrocarpum Cuatrec.
- Protium macrophyllum (Kunth) Engl.
- Protium macrosepalum Swart
- Protium madagascariense Engl.
- Protium maestrense Bisse
- Protium mcleodii I.M.Johnst.
- Protium melinonis Engl.
- Protium meridionale Swart
- Protium minutiflorum Cuatrec.
- Protium montanum Swart
- Protium morii Daly
- Protium mucronatum Rusby
- Protium multijugum (Swart) Byng & Christenh.
- Protium multiramiflorum Lundell
- Protium nervosum Cuatrec.
- Protium nitidifolium (Cuatrec.) Daly
- Protium nodulosum Swart
- Protium obtusifolium (Lam.) Marchand
- Protium occhionii Rizzini
- Protium occultum Daly
- Protium opacum Swart
- Protium ovatum Engl.
- Protium oxapampae Daly & Reynel
- Protium pallidum Cuatrec.
- Protium panamense (Rose) I.M.Johnst.
- Protium paniculatum Engl.
- Protium pecuniosum Daly
- Protium peruvianum Swart
- Protium pilosellum Swart
- Protium pilosissimum Engl.
- Protium pilosum (Cuatrec.) Daly
- Protium pittieri (Rose) Engl.
- Protium plagiocarpium Benoist
- Protium polybotryum Engl.
- Protium prancei (Daly) Byng & Christenh.
- Protium pristifolium Daly
- Protium ptarianum Steyerm.
- Protium pullei Swart
- Protium puncticulatum J.F.Macbr.
- Protium ravenii D.M.Porter
- Protium reticulatum (Engl.) Endl.
- Protium retusum Daly
- Protium rhoifolium (Benth.) Byng & Christenh.
- Protium rhynchophyllum (Rusby) Daly
- Protium robustum (Swart) D.M.Porter
- Protium rubrum Cuatrec.
- Protium sagotianum Marchand
- Protium santamariae Perdiz, Daly & P.Fine
- Protium serratum (Wall. ex Colebr.) Engl.
- Protium spruceanum (Benth.) Engl.
- Protium stevensonii (Standl.) Daly
- Protium strumosum Daly
- Protium subacuminatum Swart
- Protium subserratum (Engl.) Engl.
- Protium surinamense Byng & Christenh.
- Protium tenuifolium (Engl.) Engl.
- Protium tonkinense (Guillaumin) Engl.
- Protium tonyanum Daly
- Protium tovarense Pittier
- Protium trifoliolatum Engl.
- Protium unifoliolatum Engl.
- Protium urophyllidium Daly
- Protium varians (Little) Byng & Christenh.
- Protium veneralense Cuatrec.
- Protium vestitum (Cuatrec.) Daly
- Protium warmingianum Marchand
- Protium widgrenii Engl.
- Protium yanachagae Daly
- Protium yunnanense (Hu) Kalkman